# ميلدرد بيرس (فلم)
ميلدرد بيرس (بالإنجليزية: Mildred Pierce) هو فيلم دراما تم إنتاجه في الولايات المتحدة وصدر في سنة 1945.

## طاقم التمثيل
- جوان كراوفورد

### ترشيحات وجوائز
| السنة | الحدث | الفئة             | النتيجة |
| ----- | ----- | ----------------- | ------- |
|       |       | أوسكار أفضل ممثلة | فوز     |

## الميزانية والإيرادات
بلغت تكلفة إنتاج الفيلم حوالي 1,453,000 دولار.

## وصلات خارجية
- مقالات تستعمل روابط فنية بلا صلة مع ويكي بيانات

1. ↑  "معلومات عن ميلدرد بيرس (فيلم) على موقع viaf.org". viaf.org. مؤرشف من الأصل في 2016-09-06.
2. ↑  "معلومات عن ميلدرد بيرس (فيلم) على موقع allmovie.com". allmovie.com. مؤرشف من الأصل في 2017-11-07.
3. ↑  "معلومات عن ميلدرد بيرس (فيلم) على موقع ui.eidr.org". ui.eidr.org. مؤرشف من الأصل في 2019-12-14.